# Josh Sussman
Josh Sussman (ur. 30 grudnia 1983) – amerykański aktor filmowy i telewizyjny, występował w roli Hugh Normousa w Czarodziejach z Waverly Place i w roli Jacoba Bena Israela w Glee.

## Życiorys
Sussman dorastał w Teaneck. Studiował przez 2 lata w School for Film and Television w Nowym Jorku.

## Filmografia
- Akwalans (2011) - Randy Pincherson
- Warren the Ape (2010–nadal) – Cecil Greenblatt
- Glee (2009–nadal) - Jacob Ben Israel
- Stay Cool (2009) - Dziennikarz w dźungli #2
- Czarodzieje z Waverly Place (2008–2011) - Hugh Normous (8 odcinków)
- Kości (2009) - Maniak afro (1 odcinek)
- Słoneczna Sonny (2009) - Listonosz (1 odcinek)
- The Juggler (2009) - Artysta
- The Evening Journey (2008) - Chłopak przy palu
- Nie ma to jak hotel (2007) - Chłopak kopiujący kartkę (1 odcinek)
- Czas na Briana (2007) - Ben (3 odcinki)
- The Tonight Show with Jay Leno (2007) - Brian (1 odcinek)
- Zip (2007) - Martin
- My Crazy Life (2005) - Derek (1 odcinek)
- Drake i Josh (2004–2007) - Clayton (2 odcinki)